# Закотюк, Николай Степанович
Николай Степанович Закотюк (укр. Микола Степанович Закотюк; род. 3 февраля 1975, Квасилов, Ровенская область) — украинский футболист, защитник.

## Игровая карьера
Воспитанник футбольной школы львовских «Карпат». Тренер — Ярослав Дмитрасевич. В 1990-х годах играл в молодёжной сборной Украины.
В высшей лиге чемпионата Украины дебютировал 17 июня 1992 года, играя в составе «Карпат» против «Эвиса». За 15 лет активной игровой карьеры в высшей лиге успел поиграть в командах «Верес» (Ровно), «ЦСКА-Борисфен» (Киев), «Нива» (Тернополь), «Карпаты» (дважды), «Ворскла-Нефтегаз» (Полтава), — всего без малого 200 матчей. В 1999 году играл в финале Кубка Украины.